# Apoplast
Apoplast je rastlinski sistem, ki ga gradijo celične stene in medcelični prostori (intercelulariji). Načeloma se izraz uporablja za prostor, ki je zunaj celične membrane in ga gradijo nežive strukture, ter po katerem prosto potujejo snovi po načelih difuzije. Prekinjajo ga Kasparijeve proge (trakovi) endoderma in rastlinska kutikula. Apoplast tvori transportno pot, pogosto imenovano transport po apoplastu ali apoplastni transport, za prenašanje vode in drugih spojin po tkivih ter organih. Drug rastlinski sistem je simplast, ki ga tvorijo protoplasti (živi deli rastlinskih celic), medsebojno povezani s plazmodezmami.

## Zgodovina
Izraz apoplast je leta 1930 prvi uporabil nemški rastlinski fiziolog Ernst Münch in na tak način ločil dva tipa transporta po rastlinskih tkivih; "živi" simplast in "mrtvi" apoplast.

## Funkcija
Apoplastni transport je pomemben pri interakciji rastline z njenim okoljem. Ključno vlogo igra denimo pri prenašanju ogljikovega dioksida, ki mora biti najprej raztopljen v apoplastu, preden lahko difundira skozi celično membrano v celično citoplazmo in tako preide v simplast, kjer ga uporabijo kloroplasti v procesu fotosinteze. V koreninah ioni pred vstopom v simplast potujejo po apoplastu epiderma, občasno pa iz apoplastnega transporta preidejo skozi ionske kanale in se vključijo v transpiracijski tok tekočine po prevajalnih tkivih. Podobno morajo po apoplastu potovati tudi ostale molekule različnih plinov, denimo rastlinski hormoni (fitohormoni) in ostali feromoni. V prsti, ki je revna z nitrati, zakisanje apoplasta pospeši rast korenin in poveča razteznost celične stene. To naj bi povzročalo zmanjšanje privzema nitratov (zaradi z dušikovimi atomi revne prsti) in hkratno zvišano sprejemanje kloridov. Vodikove ATP-aze povečajo pritok vodikovih protonov, kar vodi v znižanje pH-ja (zakisanje) apoplastnega prostora.
Obenem je apoplast pot, po kateri si celice izmenjujejo signalne molekule. Med oksidativnim stresom, ki je lokalno omejen, vodikov peroksid in superoksidni anioni difundirajo po apoplastu in prenesejo opozorilne signale sosednjim celicam. Dodatno lahko lokalna alkalizacija (spreminjanje okolja v alkalno) apoplasta (kot posledica stresa) v nekaj minutah prepotuje ksilem in sproži sistemski odziv na stresne dejavnike. Apoplast je ključen pri odpornosti na različne snovi, na primer na povečano koncentracijo aluminija v tkivih (ta namreč povzroča zaviranje rasti poganjkov in zmanjša pridelek). Apoplastni prostor je hkrati bogato okolje za mikroorganizme endofite (organizme, živeče v drugih organizmih), ki zvišajo odpornost rastlin na abiotske dejavnike.

### Transport
Transport po apoplastu je ena od dveh glavnih poti za prevajanje vode v rastlinskih tkivih, pri čemer je druga transport po simplastu. Po apoplastu se voda in minerali prevajajo v smeri navzgor vse do koreninskega ksilema, ki nato poskrbi za prenos vode do ostalih rastlinskih organov. Hitrost potovanja snovi po apoplastu je v primerjavi s simplastom večja, enako velja za količino vode, ki se prevaja po apoplastni transportni poti.

## Kolonizacija apoplasta
Apoplast rastlinskih tkiv vsebuje veliko raznih mineralov in tako predstavlja privlačno življenjsko okolje za mikroorganizme. Sicer obstajajo mehanizmi imunosti, ki preprečujejo širjenje mikrobov po rastlinskih tkivih, a so mnoge vrste razvile tehnike, s pomočjo katerih se izognejo zaznavi ali na nekak način prilagodijo gostiteljevo obrambo. Dodaten razlog, ki pojasnjuje pogosto naselitev mikroogranizmov v apoplastu, je dejstvo, da tisti, ki v rastlinska tkiva vstopijo skozi liste, najprej naletijo nanj. Ena izmed pogostejših bolezenskih stanj, povezanih z vstopom organizmov v apoplastni prostor, je bolezen, ki jo povzroča gramnegativna bakterija vrste Xanthomonas campestris.
Endofitske bakterije lahko s svojimi ekskreti in sekreti sprožijo alkalizacijo apoplasta, kar pogosto vodi v probleme pri vzgoji pridelkov, saj je najpogostejša posledica zaviranje rastlinske rasti. Tak primer so denimo rizosferne bakterije, ki izločajo 2-feniletanol, ta pa vpliva na regulacijo transkripcijskega faktorja, ki sodeluje pri procesu nastanka več različnih rastlinskih hormonov (denimo abscizinske kisline), in zavre rast korenin, kar vodi v odmrtje rastline, ker ta ne dobiva mineralov in vode iz prsti.
Mikrobna kolonizacija apoplasta ima lahko koristne posledice za rastline, saj se občasno tvorijo mutualistične povezave. Mikrobi lahko na primer posredno spodbudijo rastlinsko rast in zaščitijo rastlino pred patogeni, s tem da vzbudijo signalne poti salicilne kisline in jasmonske kisline, ki sta obe del biokemijskih procesov zaščite pred vdori mikroorganizmov.